# Carleton St Peter
Carleton St Peter – wieś w Anglii, w hrabstwie Norfolk, w dystrykcie South Norfolk. Leży 13 km na południowy wschód od Norwich i 160 km na północny wschód od Londynu.
Miejscowość liczy 29 mieszkańców.